# Sun Xiulan
Sun Xiulan (forenklet kinesisk: 孙秀兰; traditionel kinesisk: 孫秀蘭; pinyin: Sūn Xiùlán, født 27. marts 1961) er en tidligere kvindelig kinesisk håndboldspillerspiller som deltog under Sommer-OL 1984 og Sommer-OL 1988.
I 1984 var hun med på de kinesiske håndboldhold som vandt en bronzemedalje. Hun spillede i alle fem kampe og scorede tolv mål.
Fire år senere var hun med på de kinesiske hold som kom på en sjetteplads. Hun spillede i alle fem kampe og scorede 36 mål.